# Негативна сповідь
«Негативна (або королівська) сповідь» (англ. Negative Confession) — документ, що закріплює загальні принципи протестантської релігії Шотландії, затверджений королем Яковом VI у 1581 році.
«Негативна сповідь» є викладенням кальвіністської доктрини у формі заперечення католицьких догматів. За задумом його автора, Джона Крейга, учня шотландського реформатора Джона Нокса, «Негативна сповідь» мала стати новим заповітом, укладеним між Господом і людьми. Багато в чому документ повторював положення протестантського символу віри, затвердженого парламентом Шотландії після перемоги протестантської революції у 1560 році, однак він відзначався різкішим запереченням католицьких догматів, в тому числі п'яти таїнств, священицької місії духовенства, порядку католицького богослужіння, теорії причастя й рішень Тридентського собору. «Негативна сповідь» була підписана королем 28 січня 1581 року, після чого була затверджена генеральною асамблеєю шотландської церкви й підписана представниками усіх станів. «Негативна сповідь» не згадувала про пресвітеріанську організацію церкви, оскільки у період його прийняття державна влада опиралась пресвітеріанським перетворенням у країні.
Погодження з положеннями «Негативної сповіді» стало пізніше однією з основних умов для зайняття державних посад у Шотландії, а у 1638 році цей документ ліг в основу «Національного Ковенанту». Ухвалення «Негативної сповіді» королем Карлом II у 1650 році відкрило для нього можливість реставрації на шотландському престолі.